# يورن ينسن
يورن ينسن (بالدنماركية: Jørn Jensen)‏ هو مهندس دنماركي، ولد في 1924، وتوفي في 2007.